# Ernie Stiner
Ernie Stiner   (Estats Units d'Amèrica) és un dibuixant de còmics, Va treballar fent els dibuixos a llapis per Marvel Comics, a la dècada dels noranta, en títols com; Silver Surfer, X-Men Adventures, Nick Fury, Agent de S.H.I.E.L.D o G.I. Joe.